# Sous-préfecture de São Miguel Paulista
 (septembre 2022).
Si vous disposez d'ouvrages ou d'articles de référence ou si vous connaissez des sites web de qualité traitant du thème abordé ici, merci de compléter l'article en donnant les références utiles à sa vérifiabilité et en les liant à la section « Notes et références ».
La sous-préfecture de São Miguel Paulista st l'une des 32 sous-préfectures de la municipalité de São Paulo.

## Historique
Elle est régie par la loi n° 13 999 du 1er août 2002[réf. nécessaire].
Elle comprend trois districts, São Miguel Paulista, Jardim Helena et Vila Jacuí, qui représentent ensemble une superficie de 24,3 km² et habités par plus de 380 000 personnes.
Actuellement, la sous-préfecture de São Miguel Paulista a pour sous-préfet le diplômé en administration publique Fernando José Velucci, en possession du poste depuis le 18 avril 2022.